# 非常律師禹英禑的迴響

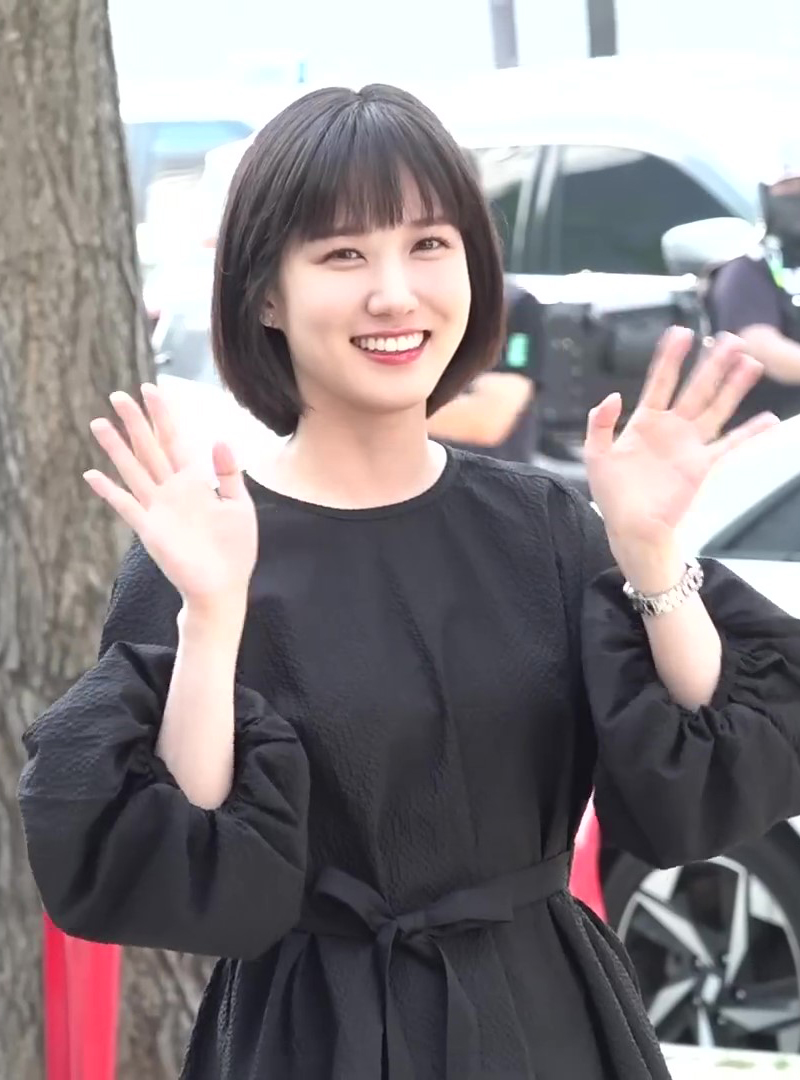
朴恩斌的演技獲得媒體與觀眾廣泛的好評，並贏得百想藝術大獎

《非常律師禹英禑》是韓國ENA於2022年6月29日至8月18日間播映的水木電視劇，由文智媛執筆、劉仁植執導，朴恩斌、姜泰伍與姜基榮主演。該劇播出後，獲得廣大的迴響，寫下ENA最高收視紀錄，位居同期水木劇冠軍，並以4億小時的總觀看時數躋身Netflix當時非英語電視節目排行第6名、以6億觀看時數位居2022年度電視節目全球收視第6名。
評論家、媒體界、法學界與醫學界均對該劇作出評論，認為該劇有別於其他涉及自閉症類群的影視作品，並關注弱勢族群等社會議題，有助於打破偏見。但也有部分人士認為該劇消費發展障礙者，劇中案件的觀點也引來正反意見。
經韓國蓋洛普、GoodData、韓國企業評判研究所、CJ ENM、尼爾森韓國與廣播通信委員會等機構調查，該劇獲得觀眾的喜愛，播出期間的話題性、影響力和網路反應等均名列前茅，被媒體稱作「禹英禑症候群」。該劇獲得第59屆百想藝術大獎10項提名，並由朴恩斌抱回大賞；另獲得釜山國際電影節亞洲內容大獎、首爾國際電視節、韓國電視劇節、APAN Star Awards等，並受美國評論家選擇協會肯定。

## 各界評價
《非常律師禹英禑》播出後獲得好評，被稱為「善良電視劇」，朴恩斌（飾演禹英禑）的演出也獲得讚賞。媒體稱讚該劇捨棄刺激的元素，關懷身心障礙、LGBTQ、脫北者與勞工等社會弱勢族群，不僅打破偏見，也透過禹英禑特別的視角啟迪觀眾，傳達多樣而非唯一正解的觀點，並藉著人文主義傳遞平淡、溫暖又愉快的能量。網路娛樂經濟誌JoyNews24（조이뉴스24）訪問200名娛樂產業人士（經紀公司、電視台、製作公司的員工，以及娛樂部記者），其中有131人票投該劇（佔比65%），使該劇登上2022年最佳電視劇榜首。
不過，劇集中後段開始出現部分負評聲浪，比如觀眾無法理解英禑和李濬浩（姜泰伍飾演）的感情戲、濬浩僅在感情線上著墨而顯得人設單薄、主角接吻有違自閉症行為、安排身世之謎的必要性，以及崔秀妍（河潤景飾演）和權敏宇（朱鐘赫飾演）的感情戲過於突然，與原先的人設產生衝突等。台詞不斷提及「胃癌3期術後5年存活率僅30%至40%」，部分觀眾批評此舉是戲弄患者、戳人傷疤的行為，國立癌症中心的柳根元教授也表示：此數據遠低於韓國胃癌實際生存率77.5%。部分觀眾則認為：現實中的愛情，有時本就無來由；說話過於直接也是如實呈現自閉症等。

### 法律界
孫貞惠律師表示，韓國尚未有身體障礙或自閉症律師，因此劇集的人設新穎，素材又具有專業性，彷彿由律師親自撰寫般，不僅提升觀眾的法律知識，也開啟人們深入思考的契機。許珠衍律師也稱道編劇對法律充分瞭解、術語使用精確，彷彿從事過法律工作般，使細節禁得起考證。白世喜律師認為，自閉症人士經常被媒體消費成「有神奇才能兼備感動的故事」，但發展障礙人法於2000年才將自閉性障礙從智能障礙中拆分出來，因此電視劇廣受大眾的關心是預料之事，也進一步提升發展障礙者的日常存在感。

### 與其他戲劇的差異
大眾文化評論家鄭德賢（정덕현）表示，劇集透過英禑獨特的視角，找到案子的癥結點，令看似奇怪的英禑變得特別，並藉由相較日常的案件，使對既有法庭劇感到疲乏的觀眾，得到心靈上的平和與安慰。大眾文化評論家李英美也表示，部分觀眾對於向權貴罪犯復仇的戲劇感到厭倦，身處在難以改變的社會現況，日常小故事的反轉可能更具吸引力。Newsen的李旼祉（이민지）記者指出，劇集未評判觀點的對錯，也未輕易斷罪，而是選擇拋出議題進行思辨，提供一個對話的機會。
《中央日報》的鄭鉉穆記者認為，該劇描繪禹英禑的周遭存在溫暖的「群體」，有別於過往的作品。電視劇評論家孔喜楨表示，《好醫生》的主角既可憐又備受排斥，但《非常律師禹英禑》傳達共生的態度，其中包含反思、原諒與和解的過程。大眾文化評論家金聖洙（김성수）指出，《好醫生》著重描繪有才之人的有用性，但《非常律師禹英禑》形塑禹英禑為平凡的新銳律師，讓觀眾了解自閉症人士與一般人無異。文化評論家金憲植（김헌식）認為《非常律師禹英禑》更加進化，擺脫現實主義並揉合理想，藉由劇情脈絡提高接受度，使禹英禑的性格富有魅力；雖然像齣情境喜劇，但劇集欲傳達的現實訊息卻平淡而有餘韻。

### 性平議題
《首爾體育報》的黃惠貞（황혜정）記者認為該劇翻轉性別角色，以女性身障人士作為主角、以女性作為大型律所代表、設定單親父親而非常見之單親母親等，英禑與秀妍之間也不見女人為難女人的情節。劇中的親情與友情均呈現平等關係，勇於認錯的明錫（姜基榮飾演）與不強逼員工交際的宣榮（白智媛飾演），也展現新世代的上司樣貌。她認為「禹英禑」乍看是個中性的名字，暗藏著必須親眼見證的含義。
《韓民族日報》的金孝實（김효실）記者同樣認可該劇打破性別的藩籬，還包括描繪女同性戀等情節。Newsen的金範錫（김범석）記者反倒認為編劇過度地描繪女權、同性戀等性平意識，如同歧視般危險又盲目，不僅無益於己，還流失觀眾。

### 情緒傳達
黃惠貞記者認為，英禑的單親父親（全裴修飾演）沒有自憐或被神格化，劇集也未利用身心障礙人士的特殊性來煽動觀眾的情緒。金憲植認為，該劇創造了超越障礙與非障礙的普通人性格和敘事結構，使觀眾一視同仁，自然地產生移情作用，但氛圍不憂鬱、不煽情，不會造成情緒疲勞的堆積。部長法官出身的文裕皙作家認為，觀眾對感性的定義有所改變，劇中許多橋段都暗藏著情緒、未直白地表露，淡薄地點到為止，反倒更能產生共鳴。媒體稱道，朴恩斌與陳慶（飾演太守美）在母女相認的橋段中，透過眼神交流，表達複雜又微妙的情緒，勝過千言萬語。

### 自閉症的表現

#### 視角
OSEN的朴判釋（박판석）記者表示，禹英禑平靜地看待歧視與好意，使觀眾所見不再是障礙本身。禹英禑被認可為優秀的律師，而非身心障礙人士，鄭鉉穆記者認為這提高了「療癒」的標準。金孝實記者指出，權敏宇將英禑視為勁敵而非自閉症患者，以及秀妍好惡兩難的窘境，呈現看待身心障礙人士的態度具有多種型態。孔喜楨指出，劇中人物未過度關切，劇本也沒有視自閉為不便，而將角色塑造成需要保護的對象，反而視英禑為一人類個體，並透過英禑的視角克服障礙與歧視，得以見證自閉為多樣性的特色之一。金憲植認為，英禑是個有職業的身心障礙者，而非麻煩製造者，且坦然面對障礙，同樣顯現自閉行為只是一項人類特性。
《EToday》的張有真（장유진）記者認為，英禑坦然接受與眾不同的事實，這阻絕了偏見與過度關心，甚至作為前進的籌碼，但劇集為角色貼上學歷標籤有些可惜。Newsen的宋午正（송오정）記者，則認為該劇利用偏見抗衡偏見，使主角的障礙得以成為「普通」事物之一。
李旼祉記者稱道該劇融合現實與幻想，在童話的基調下，同時揭示並非所有委託人都善良、正義的現實。黃惠貞記者認為，比起充滿現實感的生活型電視劇，該劇略於美好，但編劇仍然顛覆了既存的老套韓劇。張有真記者也認為劇中沒有偏見的世界略為幻想，但不畏處理社會議題。孔喜楨認為該劇係透過劇情的推展，從人們看待英禑的言行舉止，緩緩揭露社會的偏見和態度，從中傳達沉重的訊息。

#### 隱憂
部分自閉症患者的監護者，雖然認可社會需要光明、正向的觀點，且該劇討喜，也較過往作品更加成熟、謹慎，但禹英禑、朴施溫都無法代表所有自閉症人士，因此對該劇存有異議。他們認為，劇集可能深化只有聰明的身心障礙人士才活得好的偏見，也有以輕症樣貌定型自閉症人士的疑慮，擔心世人因這些作品，忽略身心障礙者的真實處境。
金在範（김재범）記者身為一名發展障礙者的父親，肯定劇集將主角設定為弱勢族群，但編導僅因「有趣」而以片面的身障人士特徵進行創作，無法涵蓋當事者與家屬的面向，令他感到不適。且該劇引發大眾的關注，導致社會容不下質疑聲浪，造成世人為保護劇中的自閉症人士，而向現實中的自閉症人士投擲匕首的局面。《獨自季刊》發行人李真松認為，雖然該劇以身心障礙者作為商業劇的主角，並巧妙地在界線內創作，但禹英禑的設定，和《好醫生》、《雖然是精神病但沒關係》無異，都只是從多樣性的自閉症類群中，採用「熟悉」的元素，不斷再現媒體對身心障礙人士的刻板印象。即便之於市場是個合理的選擇，但考慮到現實與媒體環境，此舉可能限縮其他樣貌的身障人士的生存空間。

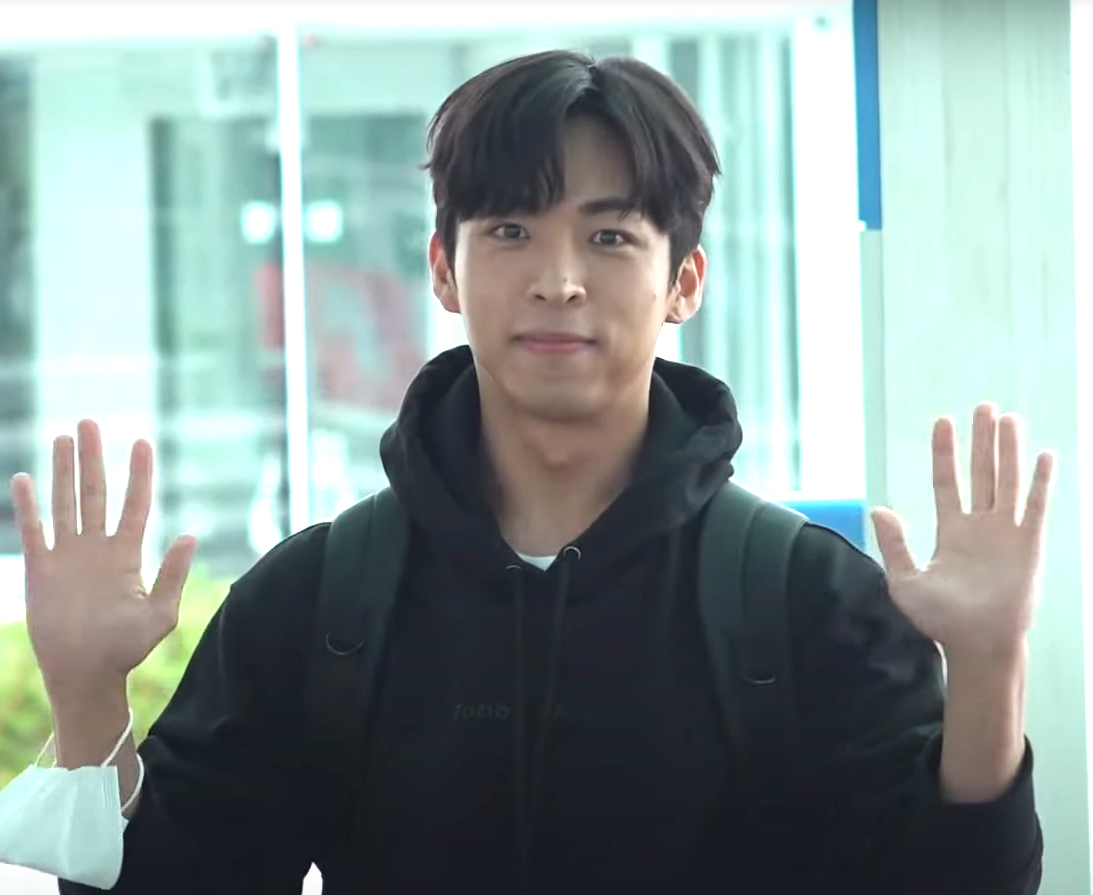
朱鐘赫扮演「權謀詭計」權敏宇

残疾人权利组织全國障碍人差別撤廢連帶認為，大眾或許能接納電視劇裡的禹英禑，但回歸現實可能依舊歧視身心障礙者。評論家兼忠南大學教授的尹錫辰也發現，部分觀眾認為戲劇僅止於戲劇，無關乎現實層面，但他認為戲劇或許可以填補之間的差距。媒體認為，或許部分相關人士會產生剝削感，但該劇確實引起社會大眾關注身心障礙人士、看見弱勢群族，即便無法簡略二分法，仍促使民眾思考自己究竟是崔秀妍還是權敏宇。

#### 醫學界觀點
部分病患或家屬認為，禹英禑和自閉症人士的真實樣貌大相徑庭，但醫界均推斷英禑同時患有學者症候群。天主教大學議政府醫院精神健康醫學科的權容實教授，認為同時患有兩者的比例相當低，才會使人產生差距感。延世大學世福蘭斯醫院小兒精神科的千槿雅教授，引述其他研究表示：1988年的美國電影《雨人》，向世人展現自閉症人士同時患有學者症候群的魅力，此後涉及自閉症的影視，大多同時患有學者症候群，正因為現實發生的機率極低，才顯得角色的設定不切實際。首爾大學醫院小兒青少年精神科的金朋年教授，認為英禑和低功能患者的差異，令患者家屬產生挫折感，加上教育、福祉、醫療、治療仍舊不足，可能降低擴大資源之必要性的認知。
不過，金朋年教授仍認為該劇提升大眾對自閉症的關心與支持。雖然媒體只關注自閉症的特殊才能，但千槿雅教授認為，該劇安排低功能自閉症人士廷勳（文尚勳飾演）的登場，傳達出自閉症人士的多種樣貌，且拜故事的結構和朴恩斌的演技所賜，整體仍有助於打破偏見，讓觀眾了解自閉症的症狀以及患者、家屬的困境。首爾峨山醫院小兒精神健康醫學科的金孝元（김효원）教授，則認為罕見並非幻想，友好對待英禑的鄭明錫反而更像幻想，卻也是現實所缺。
禹英禑仿說等行為符合自閉症的典型症狀，但金孝元教授表示，典型症狀常見於嬰幼兒時期，少見於成人或像是英禑這類高功能自閉症人士。千槿雅教授也表示，症狀可經後天的社會化與試錯經驗來療育，且無論智商高低，典型的患者均受限於疾患，而難以在須具備社交與解決問題能力的領域中脫穎而出。

### 演員評價
朴判釋記者認為，朴恩斌的演技，能消弭觀眾對於演員扮演自閉症人士的彆扭感；客座記者金在東（김재동）認為，朴恩斌的演出確保了真實性，成功融合可愛與魅力。《朝鮮體育報》的文智妍（문지연）記者，稱讚朴恩斌創造了英禑特有的聲音、表情與手勢，《韓民族日報》的南智恩（남지은）記者，也稱道她連眼神都有戲，且台詞多、語速快，但字字清晰。放送作家李秀妍（이수연）認為，朴恩斌不僅細膩地揣摩出自閉症人士的眼神、表情與舉止等，還增添幾分率直又可愛的樣貌，使角色有了生命，甚至可能超出編劇的預期或想像，令禹英禑更顯魅力。
姜泰伍用浪漫的眼神、甜蜜的笑容與感性的性格，詮釋出李濬浩清淨無害的形象，細膩扎實地表現出對禹英禑堅定不移的真心與情感，為禹英禑的世界帶來溫暖和心動，使李濬浩極具魅力而受到觀眾的喜愛，因此被戲稱為「有罪的人」、「狐狸男主」等。鄭明錫一角勇於認錯、不吝讚美，並作為下屬的堅強後盾，挺身駁斥指摘與偏見，被媒體稱作「獨角獸導師」。扮演者姜基榮佩戴著眼鏡，身著筆挺的合身西裝，性感又細膩地揣摩明錫的眼神、語氣與反應，處處暗藏著機智的即興表演，自然地詮釋出適當穩重卻不嚴肅的上司形象，收獲觀眾的好評與喜愛。

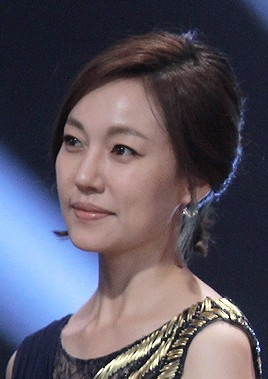
飾演太守美的陳慶因「3段眉間演技」受到熱議

全裴修透過深邃的眼神與表情，詮釋光顥微妙又複雜的心境，化身充滿愛與關懷、多情又可靠的父親，被媒體稱為「國民爸爸」。陳慶和角色渾然一體，透過眼神、語調、呼吸以及細微的表情變化，展現出不同的演技層次。特別是第8集結尾，得知英禑真實身份的橋段，陳慶藉由臉部肌肉詮釋慌張、疑惑、絕望、罪惡與悔恨的情緒，同時刺激淚腺，揣摩出複雜的心境而受到好評，被稱作「3段眉間演技」。
河潤景詮釋經常捍衛英禑的「春日暖陽」崔秀妍，演技細膩、俐落而收獲好評，並受到觀眾的注目。朱鐘赫揣摩為解決案件而不擇手段的「權謀詭計」權敏宇，令觀眾恨得牙癢癢而被稱作「國民醜相」。朱玄英飾演禹英禑唯一的摯友董格拉米，以多變的表情和充沛的活力內化角色，演出幽默風趣，為劇集注入活力。林成宰詮釋金敏植愛說冷笑話的古怪性格，帶來反轉又可愛的魅力，媒體稱其演出搶鏡。
除了常規演員外，特別演出或僅出演單集的演員，也受到媒體的關注。金曦歐拉於第6集客串飾演脫北者，演出栩栩如生、毫無違和，表情與詮釋台詞的語調，令觀眾沉浸其中。特別演出第9集的具教煥，以獨特有魅力的嗓音，與細膩逼真的情感演出，使角色具說服力。第10集中，李洹定飾演遭起訴的性侵嫌疑犯，遊走在真與假之間，表現拿捏得當；扮演智能障礙者的吳惠秀（오혜수），則用眼神表達不善言辭的角色，消化不安、害怕與嚎啕大哭的多重情緒轉折。特別演出第11集的許東元，從多情的愛妻男子，轉變為貪婪惡毒的眼神，詮釋出性格180度大變的角色，使觀眾目不轉睛。客串第12集的李鳳輦，以爽朗又淡然的演技，扮演人權律師柳齊夙散發光芒的模樣，具說服力而引起觀眾的共鳴，被稱為當集最耀眼的主角。

## 時事呼應與爭議
該劇引起大眾關注鯨豚解放的議題，卻也提升賞鯨人潮。時任首爾特別市教育監的曹喜昖，寄望該劇的效應，能夠使大眾與政府重視並支持增設特殊學校，補足特殊教育資源的缺乏。該劇的熱潮，另引發韓國關注中國大陸因盜版猖獗，而侵害智慧財產權的問題。
第7集與第8集的實際拍攝地點昌原市北部里東部村，因該劇而名聲大噪，但遊客也造成環境的負擔。該村的500年朴樹受到文化財廳的關注，進而展開是否符合國家指定文化財的調查，並於2022年8月30日被正式列為天然紀念物；在劇中扮演里長的丁奎秀，也被任命為「北部里名譽里長」。

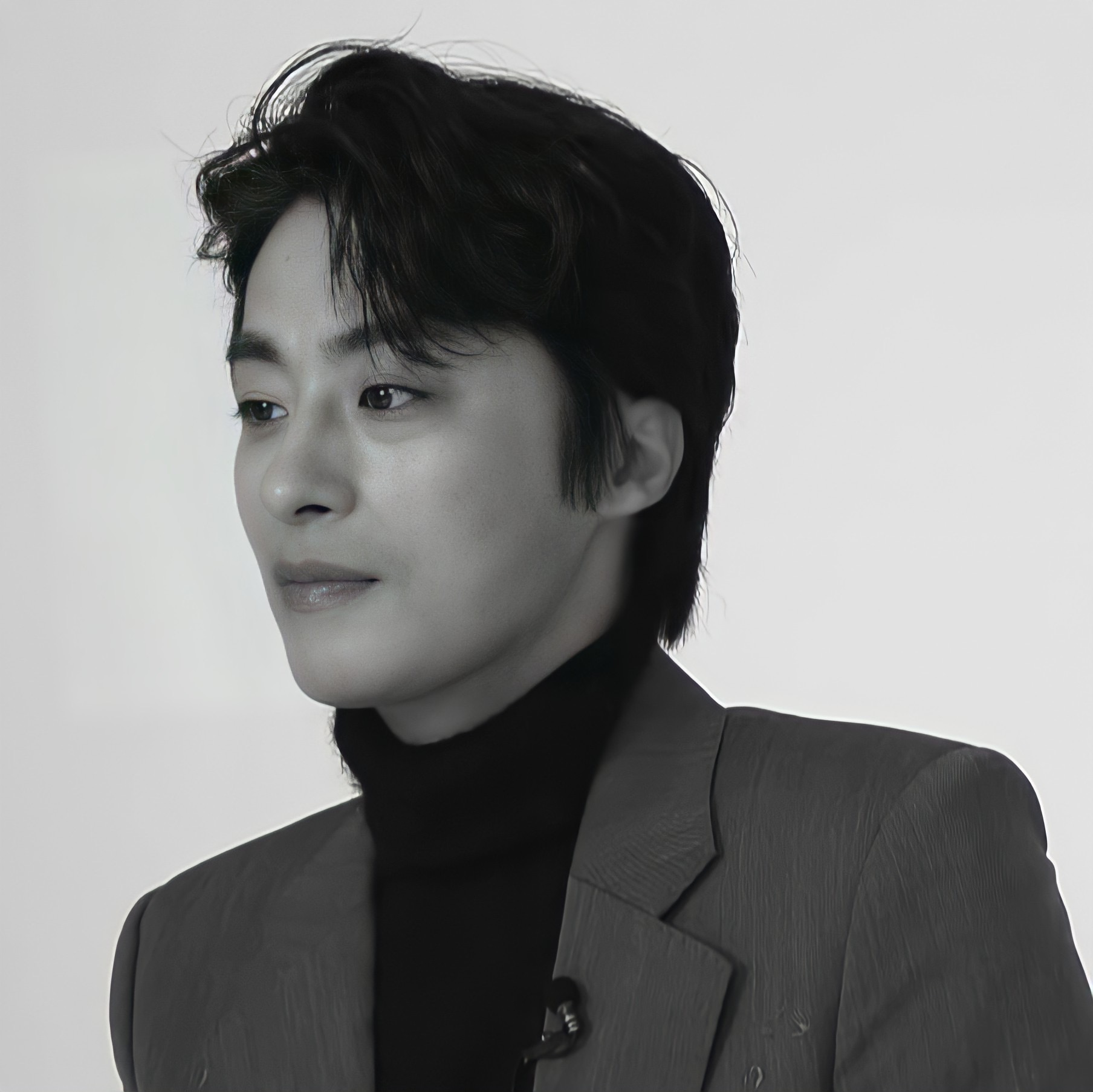
特別演出的具教煥，飾演兒童解放軍方屁噗

第9集探討韓國學生的壓力與處境，呼應韓國教育部欲推行5歲孩童提前就學的政策爭議。兒童文學家片海文認為，該劇雖然立意良善，但應由孩童自主做出選擇，而不是以成人的觀點描繪兒童解放，此舉不僅效果有限，小英雄主義的行動反而具有風險，因此無法認同方屁噗。他同時也認為，該劇未經授權，亦未在片尾演職員表指名出處，便擅自使用他的著作《孩子們要玩耍要吃飯》（아이들은 놀이가 밥이다）的內容。
第10集探討非身心障礙者與身心障礙者相戀的案件，以及禹英禑的愛情故事，令身障人士家屬擔心會引發模仿戀愛與犯罪。現實中的身心障礙女性可能遭遇性剝削或性犯罪，全國障礙人父母聯隊（전국장애인부모연대）的尹鍾述（윤종술）會長表示，劇中描述發生在非身心障礙者與身心障礙者之間的性暴力案件，相當接近現實，發展障礙者可能會被非身心障礙者當作性發洩的工具。
障礙女性關懷（장애여성공감）的李珍熙（이진희）代表，則認為不應只從身心障礙者身體與精神上的限制，而斷定遭遇性犯罪的原因，越是排除身心障礙者的性自主權，不作為刑事案件的判斷基準，越可能忽視社會結構性的問題而誘發犯罪，並固化歧視。該劇的顧問金炳建教授，同樣認為問題的根源，在於韓國社會安全網的不健全。Newsen的徐由奈（서유나）記者認為，該劇關注的不是身心障礙者與非身心障礙者之間的愛情，而是不斷探討何謂身心障礙者的愛情。英禑活在自己的世界，使濬浩感到孤獨，但這種感受也出現在明錫和前妻（李允智飾演）的關係當中，而性侵智能障礙者的案件，也同樣揭示身心障礙者與非身心障礙者均面臨著同樣的愛情難題。

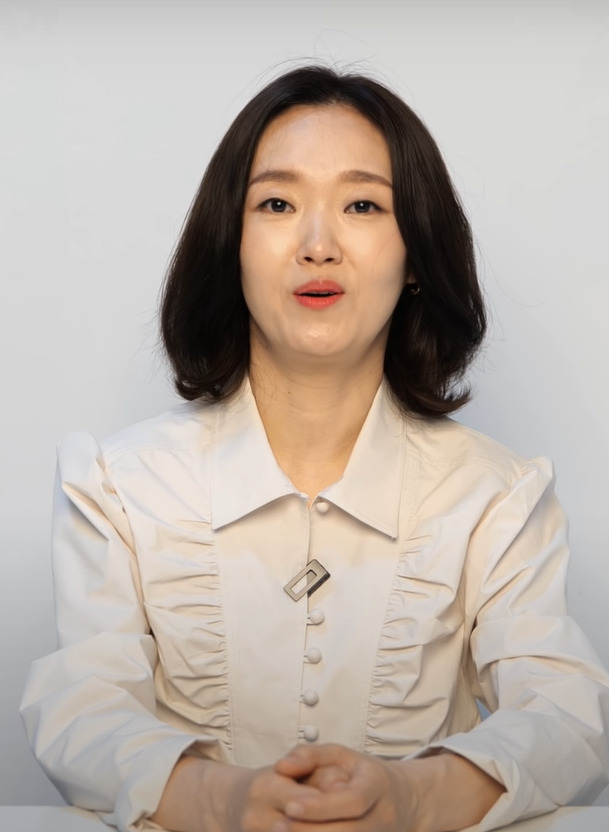
李鳳輦特別演出人權律師柳齊夙

部分反女權與極右派人士，揣測第12集是改編自1999年農協辭退夫婦社員中的女性員工的案件。涉嫌性騷擾而自殺的前首爾特別市市長朴元淳是當年的辯護律師之一，他剛好和劇中的柳律師念過同一首詩，同樣在辦公室貼滿便利貼，也都推行在屋頂種植蔬果等，因此被質疑角色原型參考自爭議人物。劇組否認臆測內容，聲明角色與朴元淳或是任一特定人士皆無關聯。孔喜楨認為過度的批評、揣測和攻擊，恐對影視創作與製作領域造成影響；尹錫辰則認為觀眾的感受才是重點，任何一種意見都屬於自然現象，但也認同此事件因動機不純，而導向不健康的輿論，引發扭曲的交流；評論家黃珍美也認為，人氣電視劇本來就會引起二次解讀與分析，無須多言。
第13集與第14集講述寺廟收取參觀費爭議的案件，部分佛教徒對於劇中的描繪頗有微詞，如僧侶對律師團露出嫌惡的面容等，但同時也引起大眾討論寺廟收取文化財參觀費的長年爭議，並呼籲政府與曹溪宗能儘速達成共識，制定完善的配套措施。

## 收視率

### 韓國收視
由於首播頻道ENA當時是重啟自SKY的新頻道，不僅知名度低，頻道號碼也隨地區和業者而異，甚至可能依訂閱方案的差異而無法收看，但該劇突破了頻道的劣勢，加上Netflix與Seezn等OTT的聯播策略助了一臂之力，編排重播的姐妹頻道ENA Drama也創下開台以來最高收視紀錄。
根據尼爾森韓國的調查，《非常律師禹英禑》在播出3週後，全國收視率漲了近10倍，第8週完結時的收視率則成長近18倍。該劇第2集即以1.8%的收視，打破ENA最高收視紀錄；第3集收視翻倍成長至4.0%，首次超越地上波KBS 2TV播映的《魔咒的戀人》、綜合編成頻道JTBC播映的《知情人》、同屬有線電視的tvN所播映的《夏娃的醜聞》等，登上同期水木劇收視第1名。自第4集開始，連續7週位居全頻道20歲至49歲區間收視冠軍，獲得廣告商的青睞，並以第10集的8.4%為最高紀錄。
全國收視率於第7集突破10%，但家庭戶收視成長止步於第9集的15.8%。直到最終第16集再有突破，當時以17.5%創下該劇最高收視紀錄，位居韓國有線電視史上，電視劇最高收視第5名（後被《淚之女王》超越）。對於中後段收視的疲乏，媒體推測是源自突現置入性行銷、劇情爭議與莫名的感情線等，儘管如此，該劇仍穩坐水木劇收視第1名，高於接檔《魔咒的戀人》與《夏娃的醜聞》的《說出你的願望》以及《獵鑽緝兇》。
根據TNMS調查，該劇首播當週平均收視0.9%，約有18.5萬戶家庭收看，後續逐週攀升，7月第4週平均收視成長至9.6%，約有192.8萬戶家庭收看。8月第2週收視回升，平均收視達10%，約有201萬戶家庭收看；8月第3週錄得該劇最高收視，第15集與第16集平均收視10.6%，約有212.9萬戶家庭收看，其中約有165.3萬名20歲至49歲的觀眾。
| 季數 | 季數 | 每季集數 | 每季集數 | 每季集數 | 每季集數 | 每季集數 | 每季集數 | 每季集數 | 每季集數 | 每季集數 | 每季集數 | 每季集數 | 每季集數 | 每季集數 | 每季集數 | 每季集數 | 每季集數 |
| 季數 | 季數 | 1        | 2        | 3        | 4        | 5        | 6        | 7        | 8        | 9        | 10       | 11       | 12       | 13       | 14       | 15       | 16       |
| ---- | ---- | -------- | -------- | -------- | -------- | -------- | -------- | -------- | -------- | -------- | -------- | -------- | -------- | -------- | -------- | -------- | -------- |
|      | 1    | 不適用   | 0.396    | 1.069    | 1.391    | 2.565    | 2.529    | 2.975    | 3.404    | 4.068    | 4.030    | 3.788    | 4.103    | 3.634    | 3.885    | 3.722    | 4.449    |

| 集數 | 播出日期      | 標題                       | 尼爾森收視率 | 尼爾森收視率 | 尼爾森收視率 | 尼爾森收視率 | 尼爾森收視率 | 尼爾森收視率 | TNMS週間收視率 | TNMS週間收視率 |
| 集數 | 播出日期      | 標題                       | 全國         | 全國         | 首都圈       | 首都圈       | 分鐘最高收視 | 20-49歲收視  | 全國           | 20-49歲收視    |
| 集數 | 播出日期      | 標題                       | 家庭戶比例   | 人數（百萬） | 家庭戶比例   | 人數（百萬） | 分鐘最高收視 | 20-49歲收視  | 全國           | 20-49歲收視    |
| ---- | ------------- | -------------------------- | ------------ | ------------ | ------------ | ------------ | ------------ | ------------ | -------------- | -------------- |
| 1    | 2022年6月29日 | 非常律師禹英禑             | 0.948%       | —            | —            | —            | —            | —            | 0.920%         | 0.480%         |
| 2    | 2022年6月30日 | 滑落的婚紗                 | 1.805%       | 0.396        | 1.987%       | 0.185        | 2.7%         | —            | 0.920%         | 0.480%         |
| 3    | 2022年7月6日  | 企鵝朋秀，就決定是你了     | 4.032%       | 1.069        | 4.369%       | 0.573        | 5.4%         | —            | 3.12%          | 2.77%          |
| 4    | 2022年7月7日  | 三兄弟之爭                 | 5.190%       | 1.391        | 5.703%       | 0.764        | 6.4%         | 2.7%         | 3.12%          | 2.77%          |
| 5    | 2022年7月13日 | 冒失莽撞對上權謀詭計       | 9.138%       | 2.565        | 10.297%      | 1.376        | 11.7%        | 5.2%         | 5.74%          | 4.96%          |
| 6    | 2022年7月14日 | 如果我是鯨魚⋯⋯             | 9.569%       | 2.529        | 10.364%      | 1.367        | 11.8%        | 5.3%         | 5.74%          | 4.96%          |
| 7    | 2022年7月20日 | 昭德洞故事一               | 11.690%      | 2.975        | 12.960%      | 1.519        | 13.9%        | 5.6%         | 7.19%          | 5.96%          |
| 8    | 2022年7月21日 | 昭德洞故事二               | 13.093%      | 3.404        | 14.970%      | 1.784        | 16.8%        | 6.4%         | 7.19%          | 5.96%          |
| 9    | 2022年7月27日 | 吹笛人                     | 15.780%      | 4.068        | 18.078%      | 2.149        | 20.0%        | 8.0%         | 9.59%          | 7.4%           |
| 10   | 2022年7月28日 | 之後再牽手                 | 15.157%      | 4.030        | 17.178%      | 2.220        | 19.2%        | 8.4%         | 9.59%          | 7.4%           |
| 11   | 2022年8月3日  | 鹽先生、胡椒小姐及醬油律師 | 14.173%      | 3.788        | 15.384%      | 1.949        | 16.9%        | —            | 9.05%          | 6.96%          |
| 12   | 2022年8月4日  | 白鱀豚                     | 14.937%      | 4.103        | 16.253%      | 2.145        | 17.8%        | 7.5%         | 9.05%          | 6.96%          |
| 13   | 2022年8月10日 | 濟州島的藍夜一             | 13.515%      | 3.634        | 14.796%      | 1.877        | 16.9%        | 6.9%         | 9.99%          | 7.6%           |
| 14   | 2022年8月11日 | 濟州島的藍夜二             | 14.646%      | 3.885        | 16.075%      | 1.942        | 17.9%        | 6.5%         | 9.99%          | 7.6%           |
| 15   | 2022年8月17日 | 沒問的話，沒吩咐的事       | 13.779%      | 3.722        | 15.506%      | 1.874        | 17.8%        | 7.2%         | 10.59%         | 7.63%          |
| 16   | 2022年8月18日 | 雖然奇特又古怪             | 17.534%      | 4.449        | 19.210%      | 2.276        | 21.86%       | 7.9%         | 10.59%         | 7.63%          |

### 全球收視
該劇連續20週進榜Netflix非英語電視節目全球收視前10名，其中共有9週位居冠軍，並以6億6200萬小時總觀看時數，躋身2022年度Netflix電視節目全球收視第6名。首播至終映後28日間，總共獲4億247萬小時觀看時數，躋身最受歡迎非英語節目榜第6名，但2023年被《黑暗榮耀》超越而下跌至第7名。2022年8月15日至21日當週，登上全球收視總排行冠軍，超越美國原創電視劇《睡魔》與其他電影。
地區方面，該劇在韓國、玻利維亞、智利、香港、印尼、日本、墨西哥、馬來西亞、菲律賓、新加坡、臺灣、泰國與越南等23個地區，登上Netflix非英語電視節目收視第1名，在澳洲、埃及、新西兰、羅馬尼亞與美國等其他32個地區，則躋身前10名。
2022年7月4日至17日，連續兩週位居全球Netflix非英語電視節目收視第1名，分別獲2,395萬及4,558萬小時觀看時數。7月18日至24日，下滑至第2名，但觀看時數攀升至5,507萬小時，僅次於西班牙電視劇《Alba》。7月25日至8月21日，連續4週位居非英語電視節目收視第1名，觀看時數從6,563萬小時逐週攀升至7,743萬小時。劇終後，觀看時數雖然下滑，但在8月22日至9月11日間仍位居非英語電視節目第1名，並且於8月29日至9月4日間，以4882萬小時觀看時數再次登上電視節目類全球收視冠軍。
| 日期（週）                    | 觀看時數（萬） | 非英語節目排行 | 參      |
| ----------------------------- | -------------- | -------------- | ------- |
| 2022年7月4日—2022年7月10日    | 2395           | 1              | [ 187 ] |
| 2022年7月11日—2022年7月17日   | 4558           | 1              | [ 189 ] |
| 2022年7月18日—2022年7月24日   | 5507           | 2              | [ 191 ] |
| 2022年7月25日—2022年7月31日   | 6563           | 1              | [ 192 ] |
| 2022年8月1日—2022年8月7日     | 6701           | 1              | [ 193 ] |
| 2022年8月8日—2022年8月14日    | 6936           | 1              | [ 194 ] |
| 2022年8月15日—2022年8月21日   | 7743           | 1              | [ 195 ] |
| 2022年8月22日—2022年8月28日   | 5389           | 1              | [ 199 ] |
| 2022年8月29日—2022年9月4日    | 4882           | 1              | [ 200 ] |
| 2022年9月5日—2022年9月11日    | 3164           | 1              | [ 201 ] |
| 2022年9月12日—2022年9月18日   | 2197           | 4              | [ 202 ] |
| 2022年9月19日—2022年9月25日   | 1689           | 4              | [ 203 ] |
| 2022年9月26日—2022年10月2日   | 1337           | 5              | [ 204 ] |
| 2022年10月3日—2022年10月9日   | 1222           | 5              | [ 205 ] |
| 2022年10月10日—2022年10月16日 | 1215           | 4              | [ 206 ] |
| 2022年10月17日—2022年10月23日 | 1049           | 8              | [ 207 ] |
| 2022年10月24日—2022年10月30日 | 899            | 9              | [ 208 ] |
| 2022年10月31日—2022年11月6日  | 837            | 9              | [ 209 ] |
| 2022年11月7日—2022年11月13日  | 698            | 8              | [ 210 ] |
| 2022年11月14日—2022年11月20日 | 678            | 7              | [ 172 ] |

## 人氣與效應

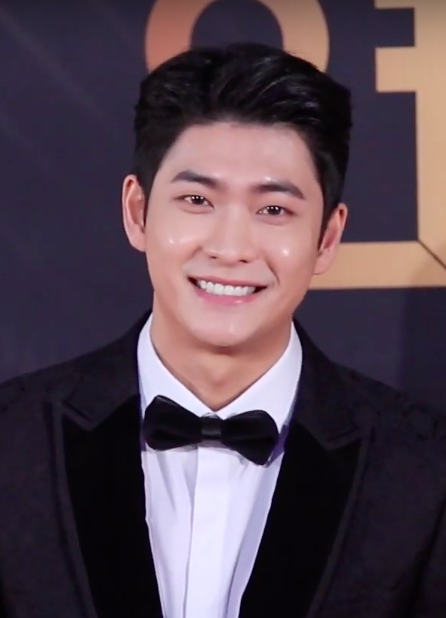
姜泰伍廣獲人氣

該劇所引發的熱潮，被媒體稱作「禹英禑症候群」。韓國蓋洛普調查千名18歲以上韓國民眾，《非常律師禹英禑》於2022年7月獲得13.1%的支持，是該公司自2013年1月開始進行調查以來，喜好度最高的電視劇；8月喜好度上升至16.4%，連續兩個月位居韓國人最喜愛電視節目第1名，並打破《無限挑戰》於2015年1月取得16.0%的紀錄，成為截至當時，喜好度最高的電視節目。該紀錄後來於2022年12月，被《財閥家的小兒子》以16.6%的喜好度超越。
媒體認為該劇突破有線電視的屏障，證明作品的成功取決於內容而非平台，使影響力從電視台手上，逐漸轉移至製作公司手中。劇集的人氣使製作公司A Story以及KT相關企業的股價上漲，也提升ENA的知名度，以及Netflix和Seezn的訂閱人數。除了獲得廣告商的關注，另外帶動改編案件之書籍的銷售量。
OTT綜合搜尋與內容推薦平台KinoLights，分析電影、電視劇與綜藝節目的國內外媒體趨勢數據。該劇於7月第1週至8月第1週，連續5週位居韓國OTT平台與戲院綜合排行第1名。8月第2週下滑至第2名，僅次於MBC的金土劇《黑話律師》。KinoLights綜合7月30日至9月2日的數據，該劇位居綜合內容排行第2名，同樣僅次於《黑話律師》。
演員們的人氣也隨之高漲，過去的作品重新受到關注，引發「反向運行」的效應。韓國蓋洛普調查1771名13歲以上韓國民眾，朴恩斌收獲13.6%的支持，成為2022年「年度閃耀藝人」第1名。韓國企業評判研究所（한국기업평판연구소）透過大數據分析參與、媒體、留言與網路社群等指數，於2022年6月30日至7月30日間，朴恩斌、姜泰伍和姜基榮依序位居電視劇演員品牌評價前3名；8月12日至9月12日間，則分別位居第1名、第3名與第6名。
由於該劇的製作費比一般韓劇高，置入性行銷得以最小化，加上多數品牌起先未能看出故事的潛力，對該劇能否攬獲人氣抱持疑慮，因此僅有一家贊助商——化妝品牌Kahi（가히）。前段劇情未見置入性行銷而受到觀眾的推崇，但第11集與第13集出現角色使用Kahi的化妝產品——萬用棒的畫面，使部分觀眾覺得突兀而感到失望，也有部分觀眾表示能夠體諒。不過，萬用棒的網路搜尋量，確實也隨著劇集的播出而大幅提升。

### 話題性與影響力
《非常律師禹英禑》首播當週，話題性在網路聲量與社群網路服務上均獲得第1名、新聞類別獲得第2名、影片類別獲得第3名，綜合上述四要素，成為6月第5週電視劇話題性第1名，朴恩斌的話題性同樣位居電視劇演員第1名。據GoodData的分析結果顯示，儘管主角身為自閉症人士，但劇中人物並未歧視禹英禑而獲得好評，加上朴恩斌卓越的演技，使觀眾感到溫暖、有趣又療癒，口碑因此透過網路和輿論擴散。
7月第1週至8月第3週，該劇在網路聲量、社群網路服務、新聞與影片四類別均獲得第1名，蟬聯8週電視劇話題性冠軍，是自2015年以來，第10部在播出期間均獲得話題性冠軍的電視劇。7月第1週共計115,316點，比起首週成長了197%，超越了《二十五，二十一》的最大漲幅；第2週共計150,330點，較上週成長30.36%，姜泰伍的話題性首次超越朴恩斌來到首位；第3週以166,480點創下最高紀錄，打破《請回答1988》開播第2週所取得140,418點的分數。7月第4週至8月第2週，四要素點數陸續下滑3.70%、20.11%、18.46%。姜泰伍連續5週位居電視劇演員話題性第1名，朴恩斌在8月第3週回升至第1名，於劇集播出的8週間，均由該劇取得演員話題性冠軍。
CPI（Content Power Index）意指內容影響力指數，由CJ ENM與尼爾森韓國共同開發，是根據媒體環境的變化與消費者的行為，如新聞、搜尋、社群網路服務所反映出的話題性、參與度、沉浸度等，來評估節目力量與價值的系統。該劇自6月第5週至8月第3週，連續8週位居電視節目影響力第1名，首週較未開播時上升15名。指數從7月第1週開始突破400點，7月第2週與第4週指數均取得450.8點，高出第2名節目近1倍之多，其他週的指數同樣也遠高於第2名。
| 週次     | 電視劇話題性 | 電視劇話題性 | 電視劇話題性 | 電視劇搜尋 | 電視劇搜尋 | 電視劇搜尋 | 電視節目影響力 | 電視節目影響力 | 電視節目影響力 | 電視節目影響力 |
| 週次     | 佔有率       | 排名         | 參           | 佔有率     | 排名       | 參         | CPI            | 排名           | 排名           | 參             |
| 週次     | 佔有率       | 排名         | 參           | 佔有率     | 排名       | 參         | CPI            | 綜合           | 電視劇         | 參             |
| -------- | ------------ | ------------ | ------------ | ---------- | ---------- | ---------- | -------------- | -------------- | -------------- | -------------- |
| 6月第5週 | 28.80%       | 1            | [ 275 ]      | 18.59%     | 1          | [ 276 ]    | 378.2          | 1              | 1              | [ 266 ]        |
| 7月第1週 | 53.86%       | 1            | [ 277 ]      | 45.33%     | 1          | [ 278 ]    | 448.4          | 1              | 1              | [ 267 ]        |
| 7月第2週 | 59.16%       | 1            | [ 279 ]      | 46.52%     | 1          | [ 280 ]    | 450.8          | 1              | 1              | [ 268 ]        |
| 7月第3週 | 63.50%       | 1            | [ 281 ]      | 39.32%     | 1          | [ 282 ]    | 450.4          | 1              | 1              | [ 271 ]        |
| 7月第4週 | 59.49%       | 1            | [ 283 ]      | 25.04%     | 1          | [ 284 ]    | 450.8          | 1              | 1              | [ 270 ]        |
| 8月第1週 | 54.90%       | 1            | [ 285 ]      | 20.06%     | 1          | [ 286 ]    | 434.8          | 1              | 1              | [ 272 ]        |
| 8月第2週 | 52.40%       | 1            | [ 287 ]      | 17.67%     | 2          | [ 288 ]    | 440.2          | 1              | 1              | [ 273 ]        |
| 8月第3週 | 52.39%       | 1            | [ 289 ]      | 20.74%     | 2          | [ 290 ]    | 443.8          | 1              | 1              | [ 274 ]        |

| 月份   | 6  | 7  | 7  | 7 | 7  | 8  | 8  | 8  |
| 週次   | 5  | 1  | 2  | 3 | 4  | 1  | 2  | 3  |
| ------ | -- | -- | -- | - | -- | -- | -- | -- |
| 朴恩斌 | 1  | 1  | 2  | 3 | 2  | 2  | 2  | 1  |
| 姜泰伍 | 11 | 2  | 1  | 1 | 1  | 1  | 1  | 2  |
| 姜基榮 | 33 | 8  | 7  | — | 17 | 4  | 3  | 5  |
| 全裴修 | —  | —  | —  | — | 20 | —  | —  | —  |
| 陳慶   | —  | —  | 22 | 2 | 10 | —  | 32 | 4  |
| 河潤景 | —  | 26 | 4  | 7 | 11 | 20 | 5  | 7  |
| 朱鐘赫 | —  | 34 | 8  | 4 | 9  | 8  | 7  | 8  |
| 朱玄英 | 57 | 4  | —  | — | 15 | 27 | 8  | —  |
| 具教煥 | —  | —  | —  | — | 4  | —  | —  | —  |
| 崔代勳 | —  | —  | —  | — | —  | —  | —  | 12 |

| 月份   | 6 | 7 | 7 | 7 | 7 | 8 | 8 | 8 |
| 週次   | 5 | 1 | 2 | 3 | 4 | 1 | 2 | 3 |
| ------ | - | - | - | - | - | - | - | - |
| 朴恩斌 | 2 | 2 | 2 | 3 | 8 | 8 | — | 7 |
| 姜泰伍 | 1 | 1 | 1 | 1 | 4 | 4 | 8 | 5 |
| 姜基榮 | 3 | 3 | 3 | 4 | 9 | 9 | 4 | 8 |
| 全裴修 | 4 | 4 | 4 | 5 | — | — | — | — |
| 陳慶   | — | — | — | 2 | — | — | — | — |

#### 演員提及量
廣播通信委員會放送內容價值情報分析系統（RACOI），係搜集媒體新聞與影片數，以及觀眾的貼文、留言與影片觀看數，分析演員的提及量。朴恩斌與姜泰伍分別位居2022年演員平均提及量第1名及第3名，朱鐘赫、陳慶、全裴修、具教煥、姜基榮、河潤景則依序位居第17、20、22、24、27、34名。
朴恩斌從6月第5週至7月第2週，均位居第1名，提及量自375點攀升至1070點。姜泰伍於7月第3週至8月第1週超越朴恩斌，連續3週獲得第1名，提及量從6月第5週的129點，一路攀升至7月第4週的1180點。8月第1週起，兩名主演的提及量點數雙雙下滑，朴恩斌於8月第2週與第3週重回提及量第1名，姜泰伍則退居第2名。7月第2週，該劇共有6名演員進榜前10名；7月第3週共有8名演員挺進前10名，由姜泰伍、朴恩斌、朱鐘赫、陳慶、河潤景、全裴修、朱玄英、姜基榮依序佔據前8名；特別演出的具教煥則在7月第4週躋身第3名。。
電視劇網路熱度，同樣係分析貼文數、留言數與影片觀看數，該劇依舊蟬聯8週冠軍。貼文數與留言數從首週的4,146篇與17,344條，於7月第3週達到高峰，共有23,029篇與112,938條。7月第1週約有37支相關影片，共獲得最高1,762.6萬的觀看次數。8月第3週最獲媒體關注，共有3,607篇新聞。
| 月份   | 6  | 7 | 7 | 7 | 7 | 8 | 8  | 8  | 年平均 |
| 週次   | 5  | 1 | 2 | 3 | 4 | 1 | 2  | 3  | 年平均 |
| ------ | -- | - | - | - | - | - | -- | -- | ------ |
| 姜泰伍 | 4  | 1 | 1 | 1 | 1 | 1 | 1  | 1  | 2      |
| 姜基榮 | 11 | 6 | 3 | 4 | 5 | 3 | 3  | 4  | 11     |
| 全裴修 | —  | — | 8 | 3 | 9 | 9 | —  | 11 | 30     |
| 朱鐘赫 | —  | 7 | 2 | 2 | 4 | 4 | 4  | 5  | 8      |
| 具教煥 | —  | — | — | 6 | 2 | 6 | 14 | —  | 15     |
| 崔代勳 | —  | — | — | — | — | — | —  | 7  | —      |
| 崔賢珍 | —  | — | — | — | — | — | —  | 12 | —      |

| 月份     | 6 | 7 | 7  | 7 | 7  | 8 | 8  | 8  | 年平均 |
| 週次     | 5 | 1 | 2  | 3 | 4  | 1 | 2  | 3  | 年平均 |
| -------- | - | - | -- | - | -- | - | -- | -- | ------ |
| 朴恩斌   | 1 | 1 | 1  | 1 | 1  | 1 | 1  | 1  | 1      |
| 陳慶     | — | — | 8  | 2 | 5  | 6 | 9  | 3  | —      |
| 河潤景   | — | — | 3  | 3 | 4  | 7 | 3  | 4  | 14     |
| 朱玄英   | — | 5 | 4  | 4 | 6  | 4 | 4  | 7  | —      |
| 吳智律   | — | — | 14 | — | —  | — | —  | —  | —      |
| 金曦歐拉 | — | — | 15 | — | —  | — | —  | —  | —      |
| 吳惠秀   | — | — | —  | — | 11 | — | —  | —  | —      |
| 李鳳輦   | — | — | —  | — | —  | 8 | —  | —  | —      |
| 李允智   | — | — | —  | — | —  | — | 10 | —  | —      |
| 白智媛   | — | — | —  | — | —  | — | —  | 13 | —      |

## 提名及獲獎
《非常律師禹英禑》獲第59屆百想藝術大獎10項提名，為該屆入圍贏家。評審認為朴恩斌勇於挑戰，並造就了禹英禑此一角色，且因為她的力量，而引起熱烈的迴響，因此將TV部門最高殊榮「大賞」頒予朴恩斌。朴恩斌另外也獲得評論家選擇協會亞太影視典禮的電視新星獎、首爾國際電視節亞洲明星賞、亞洲內容大獎最佳女演員等。
該劇在釜山國際電影節籌辦的第4屆亞洲內容大獎上，獲得典禮最大獎——最佳內容；於第18屆首爾國際電視節獲得韓流電視劇作品賞；於第13屆韓國電視劇節獲得作品賞；並入圍第28屆評論家選擇電視獎最佳外語影集。
| 獎項                       | 日期           | 獎項                    | 入圍者             | 結果 | 參                      |
| -------------------------- | -------------- | ----------------------- | ------------------ | ---- | ----------------------- |
| APAN Star Awards           | 2022年9月29日  | 作品賞                  | 《非常律師禹英禑》 | 提名 | -                       |
| APAN Star Awards           | 2022年9月29日  | 導演賞                  | 劉仁植             | 提名 | -                       |
| APAN Star Awards           | 2022年9月29日  | 作家賞                  | 文智媛             | 獲獎 | -                       |
| APAN Star Awards           | 2022年9月29日  | 女子演技賞              | 白智媛             | 獲獎 | -                       |
| APAN Star Awards           | 2022年9月29日  | 迷你劇 女子最優秀演技賞 | 朴恩斌             | 提名 | -                       |
| APAN Star Awards           | 2022年9月29日  | 偶像冠軍 女子人氣賞     | 朴恩斌             | 獲獎 | -                       |
| APAN Star Awards           | 2022年9月29日  | 偶像冠軍 最佳情侶賞     | 朴恩斌與姜泰伍     | 提名 | -                       |
| APAN Star Awards           | 2022年9月29日  | 偶像冠軍 OST賞          | Wonstein           | 提名 | -                       |
| 釜山國際電影節亞洲內容大獎 | 2022年10月8日  | 最佳內容                | 《非常律師禹英禑》 | 獲獎 | -                       |
| 釜山國際電影節亞洲內容大獎 | 2022年10月8日  | 最佳女演員              | 朴恩斌             | 獲獎 | -                       |
| 釜山國際電影節亞洲內容大獎 | 2022年10月8日  | 最佳編劇                | 文智媛             | 提名 | -                       |
| 韓國電視劇節               | 2022年10月8日  | 演技大賞                | 朴恩斌             | 提名 | [ 320 ]                 |
| 韓國電視劇節               | 2022年10月8日  | 作品賞                  | 《非常律師禹英禑》 | 獲獎 | [ 312 ]                 |
| 韓國電視劇節               | 2022年10月8日  | 女子優秀演技賞          | 陳慶               | 提名 | [ 321 ]                 |
| 韓國電視劇節               | 2022年10月8日  | 全球優秀演技賞          | 姜基榮             | 提名 | [ 322 ]                 |
| 韓國廣告商大會             | 2022年10月20日 | 廣告商選擇節目賞        | 《非常律師禹英禑》 | 獲獎 | -                       |
| 評論家選擇協會亞太影視典禮 | 2022年11月4日  | 電視新星獎              | 朴恩斌             | 獲獎 | -                       |
| 改變世界內容獎             | 2022年12月17日 | 抵抗歧視內容            | 《非常律師禹英禑》 | 獲獎 | [ 326 ]                 |
| KinoLights獎               | 2022年12月21日 | 年度韓國電視劇          | 《非常律師禹英禑》 | 獲獎 | [ 327 ]                 |
| KinoLights獎               | 2022年12月21日 | 年度韓國女演員          | 朴恩斌             | 獲獎 | [ 327 ]                 |
| 評論家選擇電視獎           | 2023年1月15日  | 最佳外語影集            | 《非常律師禹英禑》 | 提名 | -                       |
| 百想藝術大獎               | 2023年4月28日  | TV部門 大賞             | 朴恩斌             | 獲獎 | [ 304 ] [ 329 ] [ 330 ] |
| 百想藝術大獎               | 2023年4月28日  | TV部門 電視劇作品賞     | 《非常律師禹英禑》 | 提名 | [ 304 ] [ 329 ] [ 330 ] |
| 百想藝術大獎               | 2023年4月28日  | TV部門 導演賞           | 劉仁植             | 獲獎 | [ 304 ] [ 329 ] [ 330 ] |
| 百想藝術大獎               | 2023年4月28日  | TV部門 劇本賞           | 文智媛             | 提名 | [ 304 ] [ 329 ] [ 330 ] |
| 百想藝術大獎               | 2023年4月28日  | TV部門 藝術賞           | 盧英心（音樂）     | 提名 | [ 304 ] [ 329 ] [ 330 ] |
| 百想藝術大獎               | 2023年4月28日  | TV部門 藝術賞           | 黃珍慧（視覺效果） | 提名 | [ 304 ] [ 329 ] [ 330 ] |
| 百想藝術大獎               | 2023年4月28日  | TV部門 女子最優秀演技賞 | 朴恩斌             | 提名 | [ 304 ] [ 329 ] [ 330 ] |
| 百想藝術大獎               | 2023年4月28日  | TV部門 男子配角賞       | 姜基榮             | 提名 | [ 304 ] [ 329 ] [ 330 ] |
| 百想藝術大獎               | 2023年4月28日  | TV部門 男子新人演技賞   | 朱鐘赫             | 提名 | [ 304 ] [ 329 ] [ 330 ] |
| 百想藝術大獎               | 2023年4月28日  | TV部門 女子新人演技賞   | 朱玄英             | 提名 | [ 304 ] [ 329 ] [ 330 ] |
| 百想藝術大獎               | 2023年4月28日  | TV部門 女子新人演技賞   | 河潤景             | 提名 | [ 304 ] [ 329 ] [ 330 ] |
| 道林電視獎                 | 2023年6月26日  | 最佳非英語節目          | 《非常律師禹英禑》 | 提名 | [ 331 ]                 |
| 首爾國際電視節             | 2023年9月21日  | 國際邀請部門 亞洲明星賞 | 朴恩斌             | 獲獎 | [ 332 ] [ 333 ]         |
| 首爾國際電視節             | 2023年9月21日  | 韓流電視劇部門 作品賞   | 《非常律師禹英禑》 | 獲獎 | [ 332 ] [ 333 ]         |